# Libmpeg2
Libmpeg2是一个开源的MPEG-1和MPEG-2视讯串流解码函式库，以GNU通用公共授权条款发行。

## 合法性和软体专利
由於Libmpeg2函式库是在自由和开源条款下发布，这在法律上是可再发行的。然而，MPEG-2压缩演算法是被MPEG LA所拥有，而且在许多国家中被软件专利所保护。如果没有MPEG LA的授权，它可能在某些国家是不能发行Libmpeg2编译版来解码MPEG-1或MPEG-2的视讯串流。